# Кетянь
ГЕС Кетіан (克田水电站) — гідроелектростанція на півдні Китаю у провінції Юньнань. Становить третій ступінь каскаду на річці Пуду — нижній ланці гідрографічної системи, яка дренує озеро Dianchi та приєднується праворуч до Цзіньша (верхня течія Янцзи).
У межах проєкту річку перекрили бетонною арковою греблею висотою 47 метрів та довжиною 127 метрів. Вона утримує водосховище з об'ємом 13,7 млн м3, в якому припустиме коливання рівня поверхні в операційному режимі між позначками 1412 та 1424 метри НРМ.
Зі сховища під правобережним масивом прокладений дериваційний тунель, котрий подає воду до розташованого майже за 10 км наземного машинного залу. Основне обладнання станції становлять три турбіни типу Френсіс потужністю по 33 МВт, які забезпечують виробництво 406 млн кВт·год електроенергії на рік.
Видача продукції відбувається по ЛЕП, розрахованій на роботу під напругою 220 кВ.